# Tratatul de la Sankt Petersburg din 1762
Tratatul de la Sankt Petersburg a fost încheiat pe 5 mai 1762 și a pus capăt luptei în războiul de Șapte Ani dintre Prusia și Rusia. Tratatul a urmat aderării împăratului Petru al III-lea, care îl admira pe regele prusac Frederic cel Mare. Aceasta i-a permis celui din urmă să se concentreze asupra celorlalți dușmani ai săi, Austria și Saxonia, în ceea ce a devenit cunoscut sub numele de „Miracolul Casei Brandenburg”.
Tratatul a fost semnat de cancelarul Vorontsov pentru Rusia și pentru Prusia de către trimisul său, baronul Wilhelm Bernhard von der Goltz. Rusia s-a angajat să ajute la încheierea păcii între participanții individuali la Războiul de Șapte Ani și să returneze Prusiei toate ținuturile ocupate de trupele ruse în timpul războiului. Intenția de a returna ținuturile a fost făcută cunoscută înainte de semnarea tratatului; la 23 februarie, Rusia a declarat că „ar trebui să existe pace cu acest rege al Prusiei; că Majestatea Sa, Țarul, la rândul lui, este decis în acest sens; renunță la Prusia de Est și la așa-numitele cuceriri făcute; participarea rusă la un astfel de război a încetat”. Mai mult, s-a convenit că Rusia va ajuta Prusia în negocierea păcii cu Suedia.  
Frederick al II-lea (1712-1786) a fost nespus de bucuros încât „a ordonat organizarea unui Te Deum și a unor festivaluri“ după semnarea tratatului la 5 mai  Motivul lui de bucurie a fost bine meritat, „pentru țar el a promis sprijinul unei forțe simbolice de 18.000 de oameni" pentru a fi folosită împotriva armatei austriece. Tratatul de la Hubertusburg care a urmat a dus la semnarea păcii între Prusia, Austria și Saxonia, dar „deși a restabilit status quo-ul antebelic, a marcat ascensiunea Prusiei ca putere europeană de frunte”.
La doi ani după semnarea tratatului, Prusia și Rusia au intrat într-o alianță defensivă.